# 多調
多調（たちょう）は、同じ楽曲の同じ時間に異なった調が同時に演奏された状態。またそのことを意図した作曲法。ポリトーナル（polytonal）とも呼ばれる（これは形容詞形）。旋法を用いる場合はポリモード（polymode）と呼ばれる。
この技法によってポリフォニー的音楽が更に立体的になったり、半音などで同時に同じ旋律などを奏することによって鋭さと共に「暈し」の手法を入れることができる利点がある。
複数の声部を持つピアノ音楽では歴史も古く、ショパンの初期のポロネーズ（第13番）にも既に認められる。さらに古い例では、モーツァルトの『音楽の冗談』がある。
ちなみに、異なる調性が2つの場合には特に「複調」という言葉が使われる。多調音楽といっても実際には複調であることが多く、3つ以上の調性が使われることは複調にくらべて少ない。

## 作品
代表的な作品として、クラシック音楽では、
- ムソルグスキー：『ボリス・ゴドゥノフ』 - 戴冠式の場面で、変ニ長調とト長調の属七が交互に鳴らされる。
- ラヴェル：『水の戯れ』 - ストラヴィンスキーよりも先にペトルーシュカ和音を使用している。
- ストラヴィンスキー：『ペトルーシュカ』、『春の祭典』、『兵士の物語』
- ニールセン：交響曲第4番『不滅』やそれ以降の作品。
- シマノフスキ：弦楽四重奏曲第1番第3楽章 - 4つのパートそれぞれに別の調性が当てられた4重多調。後にバルトークの中心軸システムに発展する。
- ミヨー：小交響曲、弦楽四重奏曲のいくつか、『屋根の上の牛』、『プロヴァンス組曲』、『フランス組曲』、『ブラジルへの郷愁』

などがある。また、部分的に用いた例では、
- リヒャルト・シュトラウス：『サロメ』、『エレクトラ』
- マーラー：交響曲第10番

などがある。レスピーギやアッテルベリなど無調音楽に批判的な作曲家でも多調を用いた例がある。
ジャズではマイルス・デイヴィスの諸作品など、1960年代後半以降広く聞くことができる。

## 鍵盤楽器での多調
ピアノの黒鍵だけで五音音階が弾けることはよく知られている（例えば、嬰ヘのヨナ抜き長音階）。これを利用して片手で白鍵のみ、もう片手で黒鍵のみを弾くと、ハ長調と嬰ヘ長調などの減5度（増4度）いわゆる三全音複調になる。鍵盤楽器特有の技法で、印象主義音楽などで多用された。特にシマノフスキのピアノ曲では白鍵の音符すべてにナチュラル、黒鍵の音符すべてにフラットを付けた結果、ピアノ譜の上段と下段とで臨時記号が偏る場面がよく見られる。また、三全音自体がロマン派以降の非機能和声的音楽に都合が良いため、鍵盤楽器に限らずオーケストラ作品でもよく使われる（ペトルーシュカ和音など）。